# 大西豊五郎
大西 豊五郎（おおにし とよごろう、生没年不詳）は、江戸時代後期の一揆指導者。

## 経歴・人物
備前国上道郡神下村の人物。
安政3年（1856年）の備前岡山藩の国守・富原・竹田・二日市・神下村などの被差別部落住民53団による強訴・渋染一揆を指導。『禁服訟歎難訴記』と呼ばれる嘆願書を藩主に提出し、触書を空文化させた。